# Dailymotion
Dailymotion es una plataforma francesa para compartir vídeos en línea, propiedad de Canal+. Antes de 2024, la empresa pertenecía a Vivendi. Entre sus socios de lanzamiento en Norteamérica se encuentran Vice Media, Bloomberg y Hearst Digital Media. Es una de las primeras plataformas conocidas en ofrecer vídeo en resolución HD (720p). Dailymotion está disponible en todo el mundo en 183 idiomas y 43 versiones localizadas con páginas de inicio y contenido locales. Cuenta con más de 300 millones de usuarios mensuales.
Es una de las plataformas de videos más grande del mundo, ofreciendo una mezcla de contenidos entre los usuarios, creadores independientes y socios premium. Su sede está en París, Francia.

## Historia
Su dominio fue registrado un mes después que el de YouTube (pero el sitio abrió un mes antes) con gandi.net, un registro de dominios francés en internet, y tuvo al menos un servidor hospedado en Francia con la conocida extensión de .fr. Dailymotion se convirtió en la primera competencia seria de YouTube en su historia.
Para enero de 2008, el sitio estaba ubicado en el puesto #38 de visitas diarias según Alexa Internet, con 26 000 000 de visitas al día y 16 000 nuevos videos subidos al día. Desde el 18 de febrero de ese año, el sitio web soporta contenido que se puede reproducir a 720p en un dispositivo de alta definición. Dailymotion apoya y patrocina el proyecto sin fin de lucro One Laptop Per Child, cerrando un acuerdo con la ONG en el mismo año.
En junio de 2015, Vivendi compra el 80 % participación en Dailymotion de su anterior propietario, Orange S. A., convirtiéndose así en el nuevo propietario. En octubre, Dailymotion lanza una nueva funcionalidad llamada «Repost» para compartir fragmentos de vídeos favoritos.

## Protección de derechos de autor
En junio de 2007, un Tribunal Superior de París declaró a Dailymotion responsable de infringir los derechos de autor. Los jueces dictaminaron que Dailymotion es un proveedor de alojamiento, no un editor, pero que debe ser considerado responsable de la infracción de los derechos de autor, ya que conocía la presencia de contenido ilegal en su sitio. Dicho contenido ilegal puede ser material protegido por derechos de autor subido a Dailymotion por sus usuarios. Los jueces dictaminaron que Dailymotion tenía conocimiento de la publicación de vídeos ilegales en su sitio y que, por lo tanto, debe ser considerado responsable de los actos de infracción de los derechos de autor, ya que proporcionó deliberadamente a los usuarios los medios para cometerlos.
En diciembre de 2014, Dailymotion recibió una multa de 1,3 millones de euros. El Tribunal de Apelación de París determinó que el sitio web había infringido los derechos de autor de la cadena de televisión francesa TF1 y del canal de noticias LCI. El tribunal dictaminó que Dailymotion no había tomado medidas contra los usuarios que publicaban ilegalmente contenido de TF1 en línea.
Según Guillaume Clément, director de productos y tecnología, desde 2017 la empresa emplea una combinación de selección humana y herramientas automatizadas para garantizar que los derechos de autor de los titulares estén protegidos en el destino, y puede eliminar contenido cuestionable o ilegal en dos horas.
Dailymotion, a diferencia de YouTube, se especializa en cortometrajes de creación semiprofesional, no en vídeos de shows de televisión (aunque este contenido es frecuente); por lo que con la ayuda del software Audible Magic, ha puesto en ejecución sistema acústico del tipo de «huella dactilar» que puede detectar videos con derechos de autor y no publicarlos.